# Пхыатпхонг, Буттри
Буттри Пхыатпхонг (тайск. บุตรี เผือดผ่อง; род. 16 октября 1990) — тайская тхэквондистка, представительница весовых категорий до 46 и до 49 кг. Выступала за сборную Таиланда по тхэквондо в конце 2000-х — начале 2010-х годов, серебряная призёрка летних Олимпийских игр в Пекине, обладательница бронзовой медали чемпионата мира, двукратная чемпионка Игр Юго-Восточной Азии, победительница многих турниров национального значения.

## Биография
Буттри Пхыатпхонг родилась 16 октября 1990 года. Серьёзно заниматься тхэквондо начала в возрасте одиннадцати лет, в 2005 году впервые стала чемпионкой Таиланда среди юниоров и затем в течение нескольких лет удерживала это звание.
На юниорском уровне выигрывала практически все крупные соревнованиях, в которых принимала участие. Так, в 2006 году одержала победу на юниорском чемпионате мира во Вьетнаме, тогда как в 2007 году была лучшей на чемпионате Азии среди юниоров в Аммане.
Первого серьёзного успеха на взрослом международном уровне добилась в сезоне 2007 года, когда вошла в основной состав тайской национальной сборной и выступила на домашних Играх Юго-Восточной Азии в Накхонратчасиме и в категории до 46 кг победила всех своих соперниц, завоевав тем самым золотую медаль.

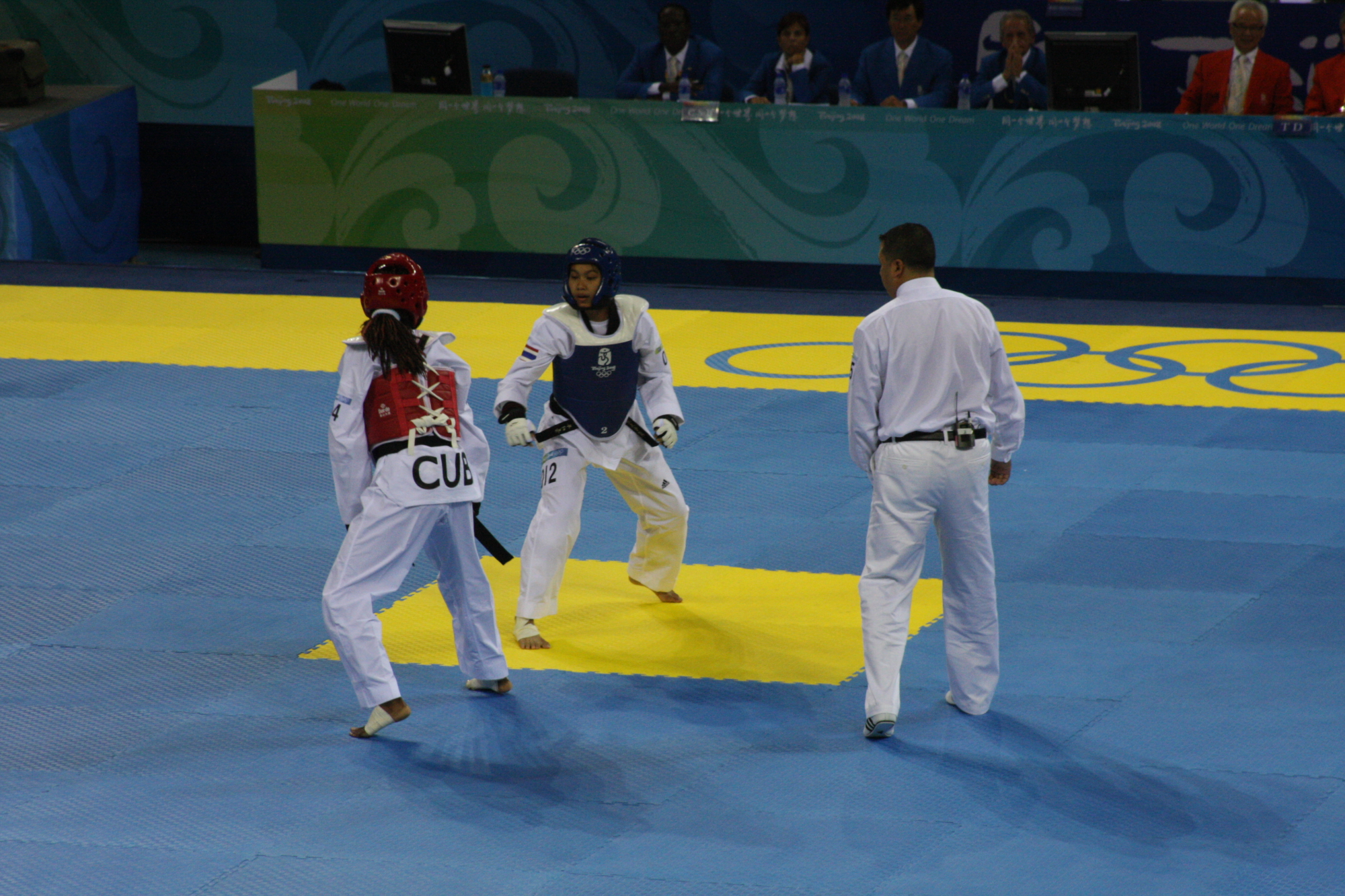
Пхыатпхонг (в синем) на Олимпиаде в Пекине в бою с кубинкой Дайнеллис Монтехо

Благодаря череде удачных выступлений удостоилась права защищать честь страны на летних Олимпийских играх в Пекине — в категории до 49 кг победила трёх соперниц по турнирной сетке, в том числе на стадии полуфиналов взяла верх над сильной венесуэльской спортсменкой Далией Контрерас, однако в решающем финальном поединке встретилась с китаянкой У Цзинъюй и потерпела от неё поражение, получив серебряную олимпийскую медаль.
После пекинской Олимпиады Пхыатпхонг осталась в основном составе тхэквондистской команды Таиланда и продолжила принимать участие в крупнейших международных турнирах. Так, в 2009 году она заняла первое место на Играх Юго-Восточной Азии в Вьентьяне и побывала на чемпионате мира в Копенгагене, откуда привезла награду бронзового достоинства. Также выступила на летней Универсиаде в Белграде, но попасть здесь в число призёров не смогла. За выдающиеся спортивные достижения по итогам сезона была удостоена Ордена Дирекгунабхорна 3 класса.
В 2010 году выступила на Азиатских играх в Гуанчжоу, где сумела дойти до стадии четвертьфиналов. Последний раз участвовала в крупных международных соревнованиях в сезоне 2011 года, когда съездила на чемпионат мира в Кёнджу — так же до пьедестала почёта не добралась, остановившись в четвертьфинале. Вскоре по окончании этого турнира приняла решение завершить карьеру профессиональной спортсменки, уступив место в сборной молодым тайским тхэквондисткам.